# Патті Кейкс
«Патті Кейкс» (англ. Patti Cake$) — американський фільм-драма 2017 року, повнометражний режисерський дебют Джеремі Джаспера. Прем'єра стрічки відбулася 23 січня 2017 року на кінофестивалі «Санденс». Фільм брав участь у Двотижневика режисерів на 70-му Каннському міжнародному кінофестивалі (2017) .

## Сюжет
Патрисія Дамбровські, огрядна біла дівчина з маленького містечка в Нью-Джерсі мріє про славу реперші. Її життя розвалюється, на плечах мамині невдачі та нещастя, а єдиний, хто вірить в талант дівчини — її бабуся.

## У ролях
| • Данієль Макдональд | … | Патті               |
| • Бріджет Еверетт    | … | Барб                |
| • Сіддхарт Данаджей  | … |                     |
| • Мамуду Аті         | … |                     |
| • Кеті Моріарті      | … | Нана                |
| • МакКаул Ломбарді   | … | Денні               |
| • Патрік Брана       | … | Слез                |
| • Ділан Блу          | … | Древські            |
| • Ентоні Рамос       | … | інженер звукозапису |

## Знімальна група
- Автор сценарію — Джеремі Джаспер
- Режисер-постановник — Джеремі Джаспер
- Продюсери — Кріс Коламбус, Майкл Готтвальд, Ден Джанві, Ной Стал, Даніела Сото-Таплін, Родріго Тейшейра
- Виконавчі продюсери — Білл Бененсон, Джонатан Бронфман, Елінор Коламбус, Фернандо Фрейга, Софі Мас, Лон Мольнар, Джош Пенн, Лоренцо Сантанна
- Асоційований продюсер — Крістен Конвітц
- Співпродюсер — Джонатан Монтепаре
- Оператор — Федеріко Сеска
- Композитори — Джейсон Біннік, Джеремі Джаспер
- Монтаж — Бред Тернер
- Художник-постановник — Мередіт Ліппінкотт
- Художник по костюмах — Міяко Белліцці
- Художник-декоратор — Селлі Леві
- Артдиректор — Гізер Єнсі

## Нагороди та номінації
| Список нагород та номінацій              | Список нагород та номінацій | Список нагород та номінацій      | Список нагород та номінацій | Список нагород та номінацій | Список нагород та номінацій |
| Кінопремія                               | Дата церемонії              | Категорія                        | Номінант(и)                 | Результат                   | Дж                          |
| ---------------------------------------- | --------------------------- | -------------------------------- | --------------------------- | --------------------------- | --------------------------- |
| Кінофестиваль «Санденс»                  | 2017                        | Гран-прі журі                    | Патті Кейкс                 | Номінація                   |                             |
| Міжнародний кінофестиваль в Сіетлі       | 2017                        | Приз за найкращий художній фільм | Патті Кейкс                 | Номінація                   |                             |
| Міжнародний кінофестиваль в Палм-Спрінгс | 2017                        | Directors to Watch               | Джеремі Джаспер             | Перемога                    |                             |
| Каннський міжнародний кінофестиваль      | 17-28.05.2017               | Золота камера                    | Джеремі Джаспер             | Номінація                   |                             |